# Cryptodontus latreilleanus
Cryptodontus latreilleanus är en skalbaggsart som beskrevs av John Obadiah Westwood 1841. Cryptodontus latreilleanus ingår i släktet Cryptodontus och familjen Cetoniidae. Utöver nominatformen finns också underarten C. l. desaegeri.